# Carl Anwandter

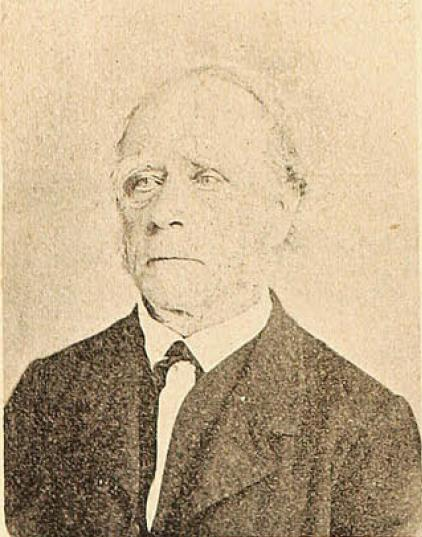
Carl Anwandter

Carl Anwandter, in Chile Carlos Anwandter, (* 1. April 1801 in Luckenwalde, Preußen; † 10. Juli 1889 in Valdivia, Chile) war ein deutscher Apotheker und Politiker, der 1850 nach Chile emigrierte.

## Leben

### Deutschland
Carl Anwandter besuchte von 1815 bis 1817 das Joachimsthalsche Gymnasium in Berlin und absolvierte von 1817 bis 1821 eine Apothekerlehre. Nach seinem Dienst bei den Gardepionieren in Potsdam studierte er in Berlin Pharmazie. Nach seiner Hochzeit 1825 mit Emilie Fähndrich ging er mit seiner Familie in die Niederlausitz nach Guben. 
1829 kam er nach Calau, wo er neben zahlreichen Ehrenämtern von 1836 bis 1849 Stadtkämmerer und von Juli bis September 1849 Bürgermeister der Stadt war. Seine politischen Vorstellungen und Aktivitäten führten 1847 zu seiner Wahl als Abgeordneter in den Vereinigten Landtag (als Vertreter der Mark Brandenburg) und 1848 als Mitglied der preußischen Nationalversammlung. 
Er nahm an der Revolution von 1848 in Deutschland teil. Dies und seine liberalen und republikanischen Prinzipien, die im Gegensatz zum preußischen Absolutismus standen, führten ihn dazu, an Auswanderung zu denken.

### Chile

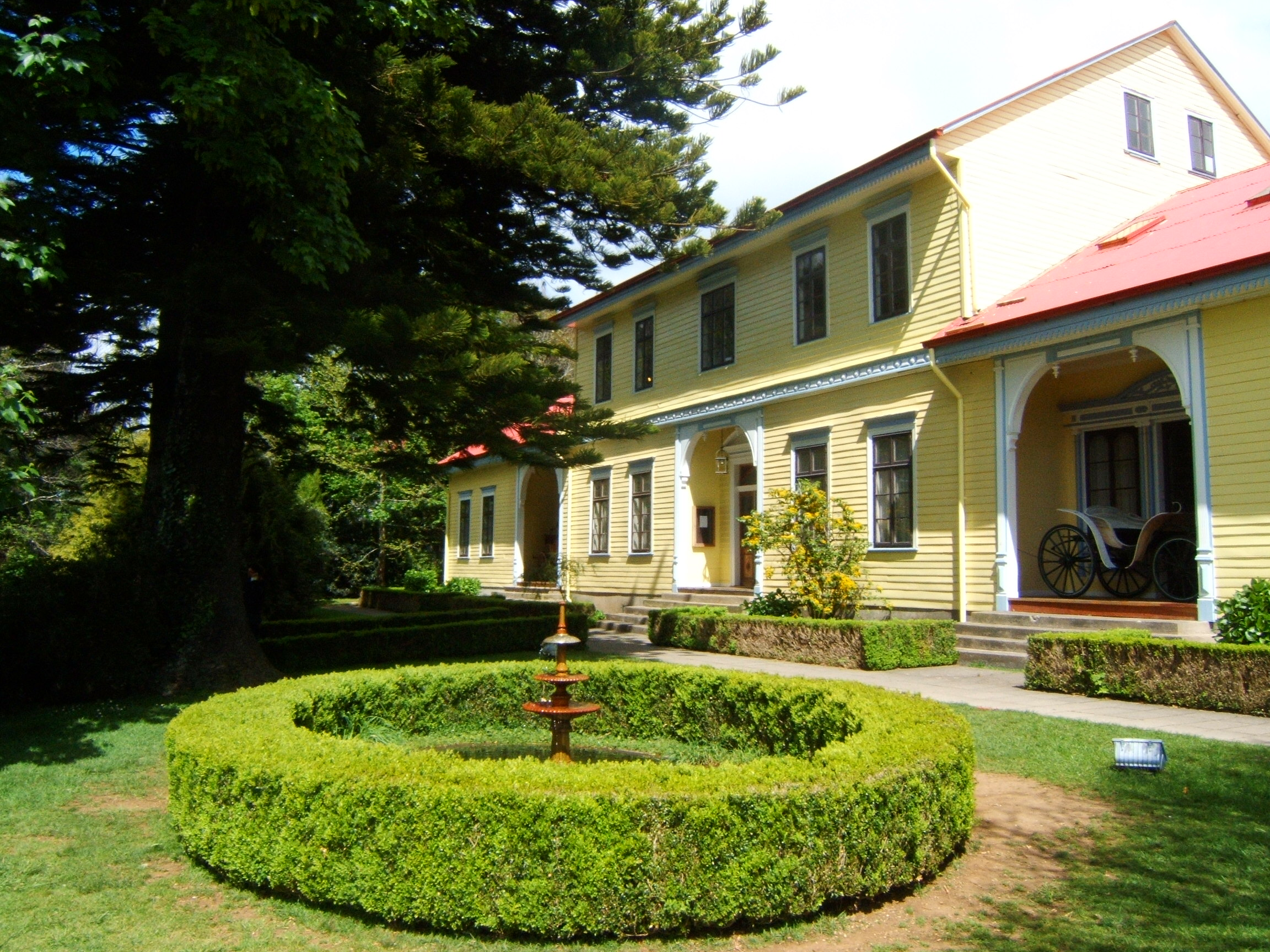
Die Casa Anwandter in Valdivia, heute historisches Museum der Stadt

1850 emigrierte Anwandter mit dem Hamburger Segelschiff Hermann nach Chile, wo er am 13. November 1850 mit einer Gruppe von 95 deutschen Einwanderern im Hafen von Corral bei Valdivia landete. 
Bedeutung erlangte er als Vertreter des ersten Kontingents deutscher Siedler, die der Kolonisationsbeauftragte Bernhard Eunom Philippi geschickt hatte. 1851 gründete er mit der Brauerei Anwandter (Cervecería Anwandter) auf der Isla Teja von Valdivia die erste Brauerei des Landes. Sie wurde beim Erdbeben von Valdivia 1960 zerstört.
Des Weiteren gründete Anwandter in Valdivia unter anderem 1852 die auch heute noch bestehende Feuerwehrkompanie Germania, 1853 den Deutschen Verein Club Alemán und 1858 die Deutsche Schule, deren Direktor er bis 1876 war und die heute seinen Namen trägt (Instituto Alemán Carlos Anwandter).

## Berühmtes Zitat
Als Vertreter der ersten geschlossenen deutschen Einwanderergruppe nach Chile legte er folgendes Gelöbnis gegenüber dem chilenischen Einwanderungsagenten ab:
„Wir werden ebenso ehrliche und arbeitsame Chilenen sein, wie nur der beste von ihnen es zu sein vermag. In die Reihen unserer neuen Landsleute eingetreten, werden wir unser Adoptiv-Vaterland gegen jeden fremden Angriff mit der Entschlossenheit und Tatkraft des Mannes zu verteidigen wissen, der sein Vaterland, seine Familie und seine Interessen verteidigt.“
Die hiermit ausgedrückte Loyalität der deutschen Einwanderer gegenüber ihrer neuen Heimat bei gleichzeitigem Festhalten an den eigenen Traditionen ist bis in die Gegenwart für viele Deutsch-Chilenen prägend geblieben.

## Erinnerung
In Calau wurde 1935 eine Straße nach ihm benannt. Zum hundertjährigen Bestehen der Deutschen Schule in Valdivia erschien eine chilenische Briefmarke mit der Inschrift „Instituto Alemán C. Anwandter, Valdivia 1859–1959“, die sein Porträt trägt.